# Robert Taylor
Robert Taylor, pseudonimo di Spangler Arlington Brough (Filley, 5 agosto 1911 – Santa Monica, 8 giugno 1969), è stato un attore statunitense.

## Biografia

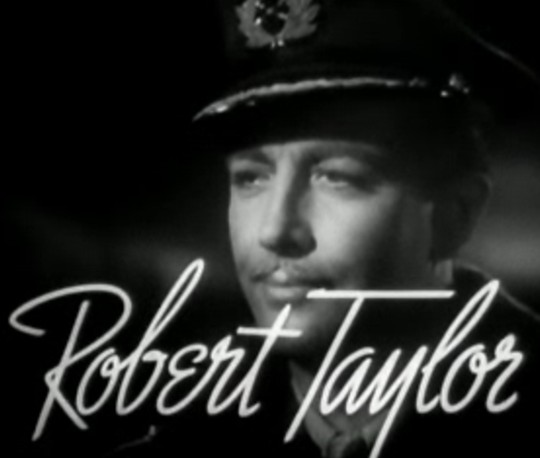
Taylor nel trailer di Il ponte di Waterloo (1940)

Nel 1935, nel film Margherita Gauthier, la divina Greta Garbo ebbe come partner un nuovo attore che acquistò così ipso facto la qualifica di divo e di bello del cinema. Interprete dalle movenze delicate, oltre che di ottima presenza, riuscì a farsi notare davanti alla macchina da presa anche per la sua carica umoristica in alcune divertenti commedie. Taylor riuscì a mantenere tale posizione di evidenza fino alla seconda guerra mondiale, recitando accanto alle dive più famose del tempo in film di rilievo spettacolare e commerciale, tra cui sono da ricordare: Troppo amata (1936) di Clarence Brown, con Joan Crawford, Proprietà riservata (1937) di W. S. Van Dyke, con Jean Harlow, Un americano a Oxford (1938) di Jack Conway, con Maureen O'Sullivan, Il ponte di Waterloo (1940) di Mervyn LeRoy, con Vivien Leigh, forse fra i film più celebri da lui interpretati.
Nel dopoguerra apparve in Quo vadis (1951) di Mervyn LeRoy, kolossal ambientato nell'antica Roma, e nelle sfarzose pellicole di ambientazione medioevale Ivanhoe (1952) e I cavalieri della Tavola Rotonda (1953), entrambi diretti da Richard Thorpe, che dirigerà ancora l'attore in numerosi altri film del decennio, come L'arciere del re (1955) e La casa dei sette falchi (1959). Nel 1952 interpretò la figura del colonnello Paul Tibbets nel film Il prezzo del dovere, di Melvin Frank e Norman Panama, biografia del pilota statunitense che fece parte dell'equipaggio di Enola Gay, il B29 che il 6 agosto 1945 sganciò l'atomica sulla città giapponese di Hiroshima.
Negli anni della maturità, affrontò con maggior impegno drammatico parti di personaggi rudi, da saga del West, come ne Il passo del diavolo (1950) di Anthony Mann, Donne verso l'ignoto (1951) di William A. Wellman, L'ultima caccia (1956) di Richard Brooks, Sfida nella città morta (1958) di John Sturges, Il boia (1959) di Michael Curtiz. Nel 1958 affiancò Cyd Charisse in Il dominatore di Chicago di Nicholas Ray. Durante gli anni sessanta prese parte a film di vario genere, tra cui L'ultimo treno da Vienna (1963) di Arthur Hiller, Passi nella notte (1964) di William Castle, con accanto l'ex moglie Barbara Stanwyck, Johnny Tiger (1966) di Paul Wendkos e La sfinge d'oro (1967) di Luigi Scattini. Apparve l'ultima volta sul grande schermo in Where Angels Go Trouble Follows! (1968) di James Neilson, con Rosalind Russell e Stella Stevens. Tra il 1959 e il 1962 fu il protagonista del serial televisivo I detectives, nella parte del capitano Matt Hollbrook, programmato anche in Italia dalla Rai nei primi anni sessanta.

## Vita privata

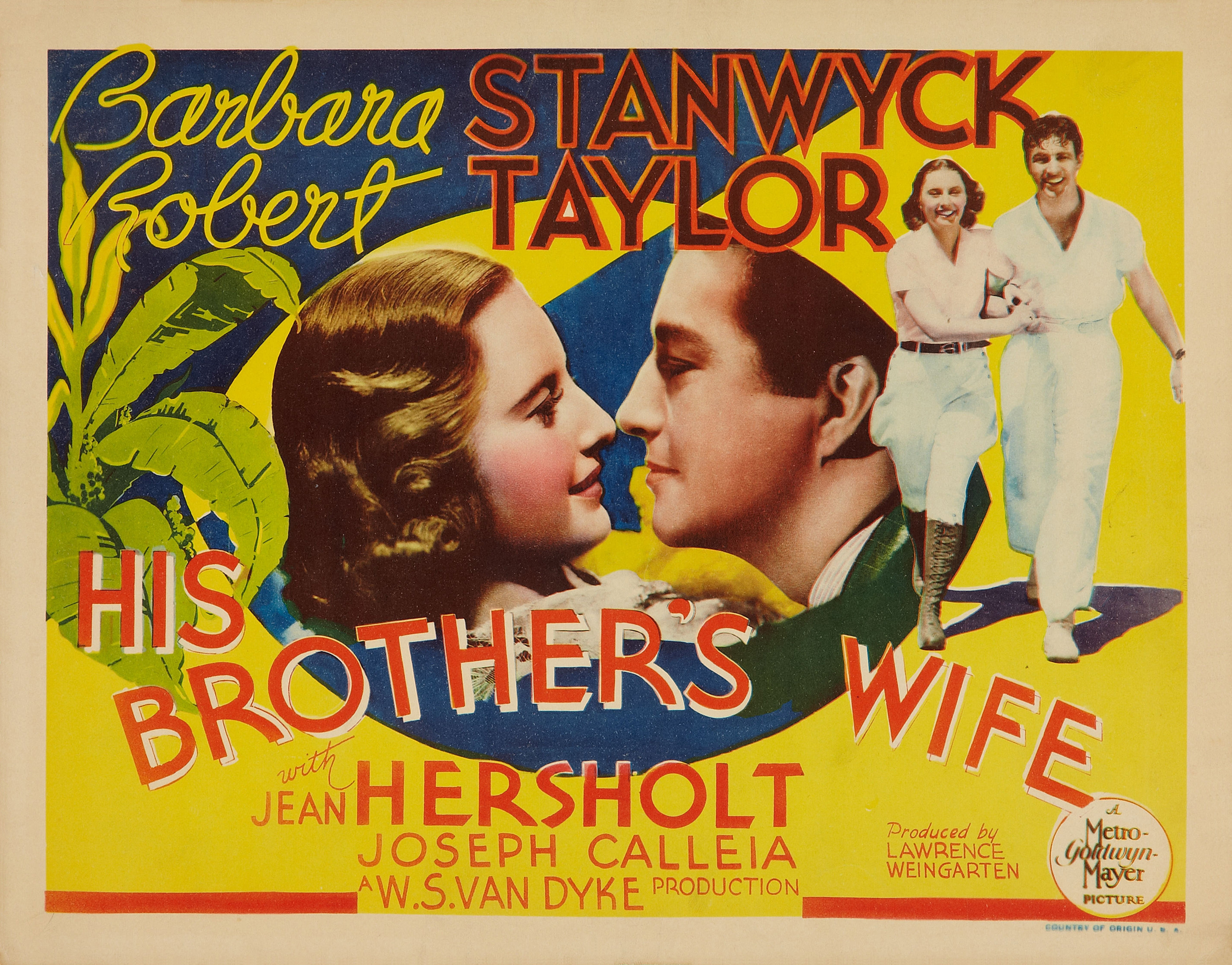
Taylor e Barbara Stanwyck nel film L'ultima prova (1936)

Nel 1939 sposò la collega Barbara Stanwyck, conosciuta nel 1936 sul set di L'ultima prova, dalla quale divorziò nel 1951. Nel 1954 si sposò con Ursula Thiess, dalla quale ebbe due figli. Nel secondo dopoguerra fu ascoltato dalla commissione parlamentare contro le attività antiamericane a cui denunciò la propaganda comunista a Hollywood. Morì all'età di 57 anni al St. Johns Hospital and Health Center di Santa Monica, a causa di un tumore polmonare.

## Omaggi
I personaggi dei fumetti italiani Diabolik e Zagor si ispirano ai lineamenti e alla figura di Robert Taylor.

## Filmografia

### Cinema
- La carne e l'anima (Society Doctor), regia di George B. Seitz (1935)
- L'incrociatore misterioso (Murder in the Fleet), regia di Edward Sedgwick (1935)
- Al di là delle tenebre (Magnificent Obsession), regia di John M. Stahl (1935)
- Aquile (West Point of the Air), regia di Richard Rosson (1935)
- Troppo amata (The Gorgeous Hussy), regia di Clarence Brown (1936)
- Follie di Broadway 1936 (Broadway Melody of 1936), regia di Roy Del Ruth e, non accreditato, W. S. Van Dyke (1935)
- L'ultima prova (His Brother's Wife), regia di W. S. Van Dyke (1936)
- Margherita Gauthier (Camille), regia di George Cukor (1936)
- Difendo il mio amore (Private Number), regia di Roy Del Ruth (1936)
- La provinciale (Small Town Girl), regia di William A. Wellman (1936)
- Proprietà riservata (Personal Property), regia di W. S. Van Dyke (1937)
- Sigillo segreto (This is my Affair), regia di William A. Seiter (1937)
- Follie di Broadway 1938 (Broadway Melody of 1938), regia di Roy Del Ruth (1937)
- Un americano a Oxford (A Yank at Oxford), regia di Jack Conway (1938)
- Tre camerati (Three Comrades), regia di Frank Borzage (1938)
- Sfida a Baltimora (Stand up and Fight), regia di W. S. Van Dyke (1939)
- La signora dei tropici (Lady of the Tropics), regia di Jack Conway (1939)
- Una donna dimentica (Remember?), regia di Norman Z. McLeod (1939)
- Il ponte di Waterloo (Waterloo Bridge), regia di Mervyn LeRoy (1940)
- Incontro senza domani (Escape), regia di Mervyn LeRoy (1940)
- Ritorna se mi ami (Flight Command), regia di Frank Borzage (1940)
- Terra selvaggia (Billy The Kid), regia di David Miller (1941)
- Quando le signore si incontrano (When Ladies Meet), regia di Robert Z. Leonard (1941)
- Sorvegliato speciale (Johnny Eager), regia di Mervyn LeRoy (1942)
- Avventura all'Avana (Her Cardboard Lover), regia di George Cukor (1942)
- Forzate il blocco (Stand By for Action), regia di Robert Z. Leonard (1942)
- Bataan, regia di Tay Garnett (1944)
- Tragico segreto (Undercurrent), regia di Vincente Minnelli (1946)
- La muraglia delle tenebre (High Wall), regia di Curtis Bernhardt (1947)
- Corruzione (The Bribe), regia di Robert Z. Leonard (1949)
- Alto tradimento (Conspirator), regia di Victor Saville (1949)
- L'imboscata (Ambush), regia di Sam Wood (1950)
- Il passo del diavolo (Devil's Doorway), regia di Anthony Mann (1950)
- Donne verso l'ignoto (Westward the Women), regia di William A. Wellman (1951)
- Quo vadis (Quo Vadis?), regia di Mervyn LeRoy (1951)
- Ivanhoe, regia di Richard Thorpe (1952)
- Il prezzo del dovere (Above and Beyond), regia di Melvin Frank e Norman Panama (1952)
- I cavalieri della Tavola Rotonda (Knights of the Round Table), regia di Richard Thorpe (1953)
- Cavalca vaquero! (Ride, Vaquero!), regia di John Farrow (1953)
- I fratelli senza paura (All the Brothers Were Valiant), regia di Richard Thorpe (1953)
- Senza scampo (Rogue Cop), regia di Roy Rowland (1954)
- La valle dei re (The Valley of the Kings), regia di Robert Pirosh (1954)
- L'arciere del re (Quentin Durward), regia di Richard Thorpe (1955)
- Un napoletano nel Far West (Many Rivers to Cross), regia di Roy Rowland (1955)
- L'ultima caccia (The Last Hunt), regia di Richard Brooks (1956)
- I filibustieri della finanza (The Power and the Prize), regia di Henry Koster (1956)
- Operazione Normandia (D-Day the Sixth of June), regia di Henry Koster (1956)
- Contrabbando sul Mediterraneo (Tip on a Dead Jockey), regia di Richard Thorpe (1957)
- Sfida nella città morta (The Law and Jake Wade), regia di John Sturges (1958)
- Il dominatore di Chicago (Party Girl), regia di Nicholas Ray (1958)
- Lo sperone insanguinato (Saddle the Wind), regia di Robert Parrish (1958)
- Il boia (The Hangman), regia di Michael Curtiz (1959)
- La casa dei sette falchi (The House of the Seven Hawks), regia di Richard Thorpe (1959)
- Ombre sul Kilimanjaro (Killers of Kilimanjaro), regia di Richard Thorpe (1959)
- L'ultimo treno da Vienna (Miracle of the White Stallions), regia di Arthur Hiller (1963)
- Il vendicatore del Texas (Cattle King), regia di Tay Garnett (1963)
- Madame P... e le sue ragazze (A House is not a Home), regia di Russell Rouse (1964)
- Passi nella notte (The Night Walker), regia di William Castle (1964)
- Johnny Tiger, regia di Paul Wendkos (1966)
- El Cjorro (Savage Pampas), regia di Hugo Fregonese (1966)
- La sfinge d'oro, regia di Luigi Scattini (1967)
- Il ritorno del pistolero (The Return of the Gunfighter), regia di James Neilson (1967)
- Hot-line (Le rouble à deux faces), regia di Étienne Périer (1968)
- Where Angels Go Trouble Follows!, regia di James Neilson (1968)

### Televisione
- L'uomo ombra (The Thin Man) – serie TV, episodio 1x16 (1958)
- I detectives (The Detectives) – serie TV, 98 episodi (1959-1962)
- Hondo – serie TV, episodi 1x01-1x02 (1967)

## Riconoscimenti
- Golden Globe
  - 1954 – Henrietta Award

## Doppiatori italiani
- Giulio Panicali in Margherita Gauthier, Proprietà riservata, Il ponte di Waterloo, Terra selvaggia, Sorvegliato speciale,  Tragico segreto, Corruzione, Alto tradimento, L'imboscata, Il passo del diavolo, Donne verso l'ignoto, Ivanhoe, Il prezzo del dovere, I cavalieri della Tavola Rotonda, Cavalca vaquero!, I fratelli senza paura, Senza scampo, La valle dei re, L'arciere del re, Un napoletano nel Far West, L'ultima caccia, I filibustieri della finanza, Operazione Normandia, Contrabbando sul Mediterraneo, Lo sperone insanguinato
- Stefano Sibaldi in Sfida a Baltimora, Incontro senza domani, Quando le signore si incontrano
- Sergio Fantoni in Sfida nella città morta, Il dominatore di Chicago, La casa dei sette falchi
- Giuseppe Rinaldi in Forzate il blocco, L'ultimo treno da Vienna
- Cesare Barbetti in Margherita Gauthier (ridoppiaggio TV 1983), Alto tradimento (ridoppiaggio 1962)
- Riccardo Mantoni in Il vendicatore del Texas, Hondo (tv-movie 1967)
- Emilio Cigoli in Bataan
- Carlo D'Angelo in Quo vadis
- Nando Gazzolo in Il boia
- Walter Maestosi in I detectives
- Pino Locchi in Passi nella notte
- Renato Turi in El Cjorro
- Giorgio Piazza in La sfinge d'oro
- Renzo Palmer in Il ritorno del pistolero
- Rodolfo Baldini in Il buio oltre la notte (ridoppiaggio)